# الجريفة (شقراء)
الجريفة، هي قرية من فئة (ب) تقع في محافظة شقراء، والتابعة لمنطقة الرياض في السعودية. وتبعد الجريفة عن محافظة شقراء بمسافة تقارب () كم.